# LR Health & Beauty Systems (Česko)
LR HEALTH & BEAUTY SYSTEMS, s.r.o. (LR) je česká dceřiná společnost německého koncernu LR Health & Beauty Systems GmbH, která podniká v přímém prodeji. Hlavní sortiment tvoří doplňky stravy, kosmetické produkty a parfémy.

## O společnosti
Mateřská společnost, s původním názvem LR Cosmetic & Marketing GmbH, byla založena v německém městě Ahlen v roce 1985. Zakladatelé byli Helmut Spikker a Achim Hickmann. V roce 1994 bylo otevřeno české zastoupení.

### Historie
14. ledna 1994 byla založena česká firmy LR Cosmetic ČR Výrobky parfumerie a kosmetiky s.r.o. Podobně, jako v německé společnosti LR byl v České republice pro partnery připraven auto-koncept. Jednalo se o vůz Mazda 323F v červené barvě, který měl na boku nápis „LR – S vůní k úspěchu."
26. května 2004 došlo k přejmenování společnosti na LR Cosmetic International, s.r.o. poté, co se jediným majitelem stal Aleš Buksa. Spolu s tímto podílem kupuje dále 100 % podílů ve společnostech LR na Slovensku a Ukrajině. Tyto tři společnosti byly jediné z holdingu LR, které nekoupila investiční skupina Apax Partners LLP.
10. srpna 2006 se firma opět přejmenovala, a to na LR HEALTH & BEAUTY SYSTEMS, s.r.o. V témže roce byly vytvořeny parfémy pod značkou Karel Gott, pro muže jako Lady Carneval a pro ženy Cesta rájem. Vůně Lady Carneval získala v roce 2011 ocenění jako Parfume DeLuxe v Česku. V roce 2015 see parfém Lady Carneval přejmenoval na Karel Gott Man a Cesta rájem na Karel Gott Woman.
V roce 2013 holding LR Health & Beauty Systems GmbH koupily investiční společnosti Quadriga Capital Beteiligungsberatung GmbH a Bregal Capital LLP. Podmínkou koupě byl i prodej společností, které ovládal Aleš Buksa, ten je po krátkém jednání prodal. Cena této transakce byla řádově ve stovkách miliónů korun. Za tímto účelem byla založena společnost Project Syrma CZ s.r.o., která převzala aktivity původní společnosti a k 1. prosinci 2014 změnila název na LR HEALTH & BEAUTY SYSTEMS, s.r.o.

## Produkty
Sortiment produktů LR je rozdělen do 4 segmentů:
- LR LIFETAKT: potravinové doplňky.
- Parfémy: pro muže; pro ženy.
- ALOE VIA: posmetické péče.
- Kosmetika: Péče a dekorativní kosmetika; Péče o pleť, tělo a vlasy; ZEITGARD.

### Tržby
| Rok  | Tržby celkem v Kč |        |
| ---- | ----------------- | ------ |
| 1999 | 112 164 000       | [ 13 ] |
| 2000 | 96 049 000        | [ 13 ] |
| 2001 | 86 083 000        | [ 14 ] |
| 2002 | 84 805 000        | [ 15 ] |
| 2003 | 116 087 000       | [ 16 ] |
| 2004 | 147 461 000       | [ 17 ] |
| 2005 | 157 838 357       | [ 18 ] |
| 2006 | 220 040 000       | [ 19 ] |
| 2007 | 281 181 000       | [ 20 ] |
| 2008 | 337 856 000       | [ 21 ] |
| 2009 | 464 660 000       | [ 22 ] |
| 2010 | 566 534 000       | [ 23 ] |
| 2011 | 596 317 000       | [ 24 ] |
| 2012 | 600 067 000       | [ 25 ] |
| 2013 | 634 791 000       | [ 26 ] |

### Odměňování
Společnost používá kompenzační plán s odtržením samostatných skupin.

### Osobnosti společnosti

#### Aleš Buksa
- spolumajitel společnosti: 14. leden 1994 – 12. únor 2004; 13. leden 2010 – 12. únor 2013[1]
- majitel společnosti: 12. únor 2004 – 13. leden 2010[1]
- jednatel společnosti: 3. říjen 1995 – 1. prosinec 2014[1]

#### Ilona Selníková
- prokurista společnosti 10. září 2007 – 1. prosinec 2014[1]
- jednatel společnosti: 1. prosinec 2014 – 30. květen 2019[4]

## Sponzorství, charitativní činnost

### Sport
- Společnost LR byla v roce 2007 partnerem taneční soutěže Czech Dance Open Ostrava.[27] Od roku 2008 pořádá v Ostravě LR Cosmetic Ados Cup Freestyle Motocross.[27][28]

### LR Global Kids Fund
Od ledna 2009 se společnost LR podílela na charitativní práci prostřednictvím LR nadačního fondu, který byl 1. července 2017 zrušen. Od tohoto data společnost LR pokračovala v charitativní práci prostřednictvím LR Global Kids Fund.[zdroj?]